# High Collar Girl
High Collar Girl (ハイカラ・ガール?, haikara garu) è il primo album in studio del duo di musica elettronica giapponese Capsule, pubblicato il 21 novembre 2001.

## Tracce
1. Samurai logic (サムライロジック?) - 1:11
2. Powdered snow (粉雪?, Konayuki) - 5:21
3. Flower of love (恋ノ花?, Koi no hana) - 5:09
4. Midnight phone call (?, 真夜中の電話, Mayonaka no denwa) - 4:23
5. Fireworks (花火?, Hanabi) - 4:22
6. Broken Clock (壊れた時計?, Kowareta tokei) - 4:57
7. I love you, I love you not (愛してる愛してない?, Aishiteru aishitenai) - 4:39
8. Reality (うつつ?, Utsutsu) - 4:27
9. The singing voice of God (神様の歌声?, Kamisama no utagoe) - 5:08
10. Hide-and-seek (カクレンボ?, Kakurenbo) - 4:31
11. Electric abacus (電機十露盤?, Denki soroban) - 6:18
12. Tokyo tea house (東京喫茶?, Tokyo kissa) - 4:49
13. Photograph (写真?, Shashin) - 4:28
14. Cherry blossom (さくら?, Sakura) - 7:12
15. High collar girl (ハイカラ・ガール?) - (inizia un minuto dopo la fine della precedente traccia)